# خوسيه فلوريس
خوسيه فلوريس (بالإسبانية: José Flores)‏ هو لاعب كرة قدم فنزويلي، ولد في 28 يونيو 1967. شارك مع منتخب فنزويلا لكرة القدم.